# Штольце, Вильгельм

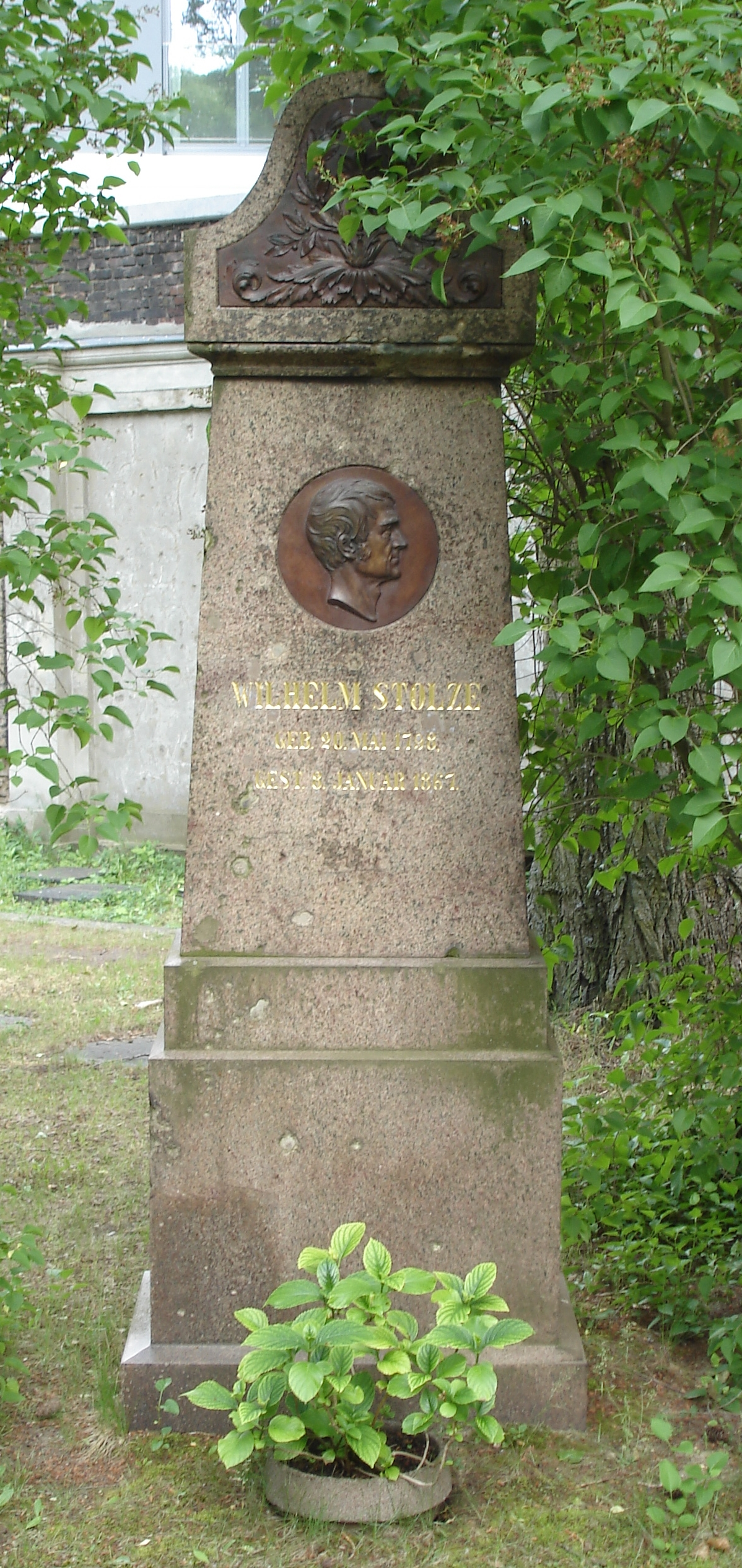
Памятник на могиле В. Штольце на Доротеенштадтском кладбище

Генрих Август Вильгельм Штольце (нем. Wilhelm Stolze; 20 мая 1798, Берлин — 8 января 1867, там же) — немецкий стенограф, изобретатель.
Основатель одной из наиболее распространенных систем немецкой стенографии.
Усовершенствовал систему Ф. Габельсбергера и обнародовал в 1841 году свой первый учебник стенографии, переизданный затем много раз (64-е изд., 1896). Значительно упростил систему Ф. Габельсбергера, и первый создал теорию стенографии. Система В. Штольце применяется почти во всех европейских языках, в том числе и русском. Она использовалась в германском рейхстаге, венгерском сейме, прусской и вюртембергской палатах депутатов. В Германии и Швейцарии действует множество ферейнов стенографов системы В. Штольце, издающих свои специальные журналы: «Archiv für Stenographie» (с 1849 г.) и «Magazin für Stenographie» (с 1880 г.).